# Garfield's Thanksgiving
Garfield's Thanksgiving is de tiende halfuur durende tv-special gebaseerd op de strip Garfield, en de derde (tevens laatste) feestdag special.
Van alle feestdag specials is deze echter het minst bekend. De special verscheen op 23 november 1989. De special is tegenwoordig verkrijgbaar op de Garfield's Holiday Celebrations dvd, en in een apart boek.

## Samenvatting
Garfield moet naar de dierenarts. In een poging eraan te ontlopen scheurt hij het blaadje van de kalender waardoor Jon eraan wordt herinnerd dat het de volgende dag Thanksgiving Day is. Garfield kijkt al uit naar al het eten dus gaan hij en Jon naar de supermarkt. Tot Garfields afgrijzen rijdt Jon na de supermarkt echter niet naar huis maar naar de dierenarts. Dr. Liz concludeert dat Garfield zo gezond en zo zwaar is als een paard, dus zet ze hem op dieet. Jon probeert wanhopig Liz uit te vragen voor een afspraakje en wonderbaarlijk genoeg heeft ze er wel zin in. Ze komt de volgende dag, op Thanksgiving.
Garfield heeft al meteen een hekel aan zijn nieuwe dieet. Wat nog erger is, Jon geeft Odie de opdracht ervoor te zorgen dat Garfield zich aan zijn dieet houdt. De volgende dag wil Jon het Thanksgiving diner klaar hebben voordat Liz arriveert. Helaas leest hij het kookboek verkeerd en begint zo te laat met koken. In een poging de verloren tijd in te halen zet hij de kalkoen in de oven bij 500 graden. Bovendien heeft Garfield extra knoflook toegevoegd aan de vulling van de kalkoen. Tegen de tijd dat Liz arriveert is het diner al geruïneerd. Uiteindelijk komt Garfield met het idee om oma Arbuckle te bellen, die in no time voor de deur staat op haar motorfiets. Ze kookt snel een perfect Thanksgiving diner. Garfield mag ondanks zijn dieet toch mee-eten.

## Muziek in Garfield's Thanksgiving
- "Make Thanksgiving One Whole Meal" door Lou Rawls
- "It's a Quiet Celebration" door Desirée Goyette

## Rolverdeling
| Acteur        | Personage      |
| ------------- | -------------- |
| Lorenzo Music | Garfield       |
| Thom Huge     | Jon Arbuckle   |
| Gregg Berger  | Odie           |
| Julie Payne   | Dr. Liz Wilson |
| Pat Carroll   | grootmoeder    |